# Girl Next Door (밴드)
girl next door(걸 넥스트 도어, GND)는 일본의 혼성 3인조 음악 그룹이다. 에이벡스 엔터테인먼트에 소속돼있고, 레이블은 에이벡스 트랙스이다. 팬 클럽 이름은 'NEXT DOOR'이다.
2013년 12월 8일에 밴드가 해체되었다.

## 개요
- 2008년 6월 14일에 에이벡스가 설립 20주년 기념에 어울리는, 사운을 건 대형 신인가수로 발표한 그룹이다. 동사 사상 첫 'Produced by avex trax'인 그룹.
- 영어로 '친해지기 쉬운 여자아이'라는 관용어가 그룹 이름의 유래이다.

## 내력
- 긴키 지방을 중심으로 댄서로 활약하던 치사가 에이벡스에 스카우트되어 스쿨의 특별우대생으로 수업받고 있을 때, 스즈키 다이스케의 곡을 노래해 본 것이 마츠우라 사장의 눈에 띄어 데뷔가 결정됐다. 기타 연주자를 찾고 있을 때, 스즈키 다이스케가 친구인 이노우에 유지를 데려와 3명의 멤버가 결정됐다.
- 데뷔 3개월 만인 2008년 12월 31일에는 《제59회 NHK 홍백가합전》에 첫 출장했다.
- 치사가 2009년 1월부터 3월까지 방송된 TV 아사히의 드라마 《노래 오빠》에 출연했다.
- 싱글 《Infinity》로 싱글, 앨범 통틀어 첫 주간 차트 1위를 차지했다.

## 구성원
- 치사 (千紗, 1985년 11월 16일 ~ )
효고현 출신으로, 보컬을 담당하고 있다.
- 스즈키 다이스케 (鈴木大輔, 1978년 10월 27일 ~)
가나가와현 출신으로, 키보드와 작곡을 담당하고 있다. 2002년, 데이 애프터 투머로우의 키보드 연주자로 활동을 시작했으며, 코다 쿠미나 나카가와 쇼코, 동방신기의 노래를 작곡하기도 했다.
- 이노우에 유지 (井上裕治, 1978년 9월 3일 ~)
후쿠시마현 출신으로, 기타를 담당하고있다.

## 음반 목록

### 싱글
| 순서 | 제목                                                                    | 발매일           | 최고순위 | 수록 음반          |
| ---- | ----------------------------------------------------------------------- | ---------------- | -------- | ------------------ |
| 1    | 〈구젠노카쿠리쓰〉 (偶然の確率 우연의 확률[*])                          | 2008년 9월 3일   | 3        | 《Girl Next Door》 |
| 2    | 〈Drive away / 시아와세노 조켄〉 (Drive away/幸福の条件 행복의 조건[*]) | 2008년 10월 8일  | 3        | 《Girl Next Door》 |
| 3    | 〈조네쓰노 다이쇼 / ESCAPE〉 (情熱の代償 정열의 대상[*]/ESCAPE)         | 2008년 11월 19일 | 3        | 《Girl Next Door》 |
| 4    | 〈Seeds of dream〉                                                      | 2009년 4월 15일  | 3        | 《Next Future》    |
| 5    | 〈Infinity〉                                                            | 2009년 6월 10일  | 1        | 《Next Future》    |
| 6    | 〈Be your wings / FRIENDSHIP / Wait for you〉                           | 2009년 8월 5일   | 4        | 《Next Future》    |
| 7    | 〈Orion〉                                                               | 2009년 11월 25일 | 9        | 《Next Future》    |

### 정규 음반
| 순서 | 발매일           | 제목               | 오리콘   | 오리콘   | 오리콘   | 오리콘   | 오리콘  | 오리콘  | 인증     |
| 순서 | 발매일           | 제목               | 최고순위 | 최고순위 | 최고순위 | 등장횟수 | 판매량  | 판매량  | 인증     |
| 순서 | 발매일           | 제목               | 주간     | 월간     | 연간     | 등장횟수 | 첫 주   | 누적    | 인증     |
| ---- | ---------------- | ------------------ | -------- | -------- | -------- | -------- | ------- | ------- | -------- |
| 1    | 2008년 12월 24일 | 《Girl Next Door》 | 3        | 4        | ─        | 10주     | 171,165 | 212,411 | 플래티넘 |
| 2    | 2010년 1월 20일  | 《Next Future》    | 1        |          |          |          |         |         |          |